# Transit
TRANSIT翻譯記憶軟體，是瑞士STAR Group所發展出一套功能完善的「電腦輔助翻譯系統」（CAT，Computer-assisted Translation 或 Computer-aided Translation），專為處理大量且重複性高之翻譯工作所設計。TRANSIT同時也是技術性翻譯與在文字地化工作的專業軟體，支援超過100種以上的語言格式，包括亞洲、中東以及東歐語系。廣泛被應用於企業全球化作業程序。

## 歷史
STAR Group總部位於瑞士，全球30個以上國家地區設有營運據點，是現今頗具規模的多國語言服務與技術性通訊／翻譯供應商，提供各種解決方案以協助企業確保資訊及品質最佳化。主要服務為：
- 多國語言翻譯及全球化服務
- 技術性通訊
- 資訊整合及發行
- 資訊軟體開發
- 資訊專案管理

TRANSIT－翻譯記憶軟體 為STAR Group旗下STAR Language Technology & Solutions GmbH所開發之電腦輔助翻譯系統。

## 翻譯記憶工具
翻譯記憶工具能夠協助翻譯人員克服工作上的成本與數量管理。除了可以達成最迅速的翻譯，而另一方面也能夠維持高水準的文件品質。絕大多數的翻譯記憶工具能確保品質、同時節省開銷，甚至還可以為翻譯專案人員管理作業程序。有些翻譯記憶工具，像是TRANSIT，使用時只需要將翻譯的檔案匯入，接著利用歷史紀錄檔中的翻譯記憶」（TM或稱參考資料）來進行全自動或半自動翻譯，最終再將翻譯好的檔案匯出，完成遞交高品質譯文之工作。

## TRANSIT的運作概念
TRANSIT針對各種語言均採用單一作業流程。

### 匯入
TRANSIT自原始文件中將格式化資訊擷取，它能夠支援所有通用之桌面排版、文字處理和標準檔案格式。
TRANSIT在進行篩選的同時會將文字與文件架構分開處理。
在匯入的過程中，TRANSIT會自動將原始內文與資料庫裡過去曾完成的翻譯做相互比較、進行篩選過濾，並自動利用、取代完全相同及相似度高之譯文。由於所有原始內文以及其過去的翻譯皆儲存在翻譯記憶（TM）中。在匯入時，TRANSIT會利用翻譯記憶體檔案執行自動預先翻譯，將文件預先翻譯成所有選定的語言。

#### 翻譯
TRANSIT能協助翻譯人員進行翻譯，並提供：
- 適用於所有專案的單一供應環境、以翻譯為導向的多視窗編輯器。
- 在翻譯記憶體中的比對搜尋。
- 透過TermStar術語字典自動進行術語搜尋。

### 匯出
一旦在TRANSIT中完成翻譯後，翻譯人員就可將已完成的翻譯自TRANSIT匯出。在匯出過程中，TRANSIT會重新將原始文件架構至已翻譯的內文中。因此，最終得到的仍是一份具備原始檔案格式的翻譯文件。
TRANSIT為企業提供最佳翻譯的技術解決方案

由於TRANSIT具備翻譯記憶及品質管理的功能，專案經理可以妥善管理企業內部的翻譯專案，完全應付像是 FrameMaker、XML、HTML、MS Word、Powerpoint、Adobe Indesign 等主流檔案格式。同時也能夠管理舊有翻譯與專業術語，向譯者提供翻譯時的建議與參考，藉此提高翻譯人員的生產力，減少人力成本。

## TRANSIT的特色
- 將同一專案中多個檔案以單一檔案進行管理。
- 可自動翻譯文件內容，並提供資料庫中翻譯及用字建議（亦即 TM 翻譯記憶系統）。
- 加速重複性高之翻譯作業。
- 操作及學習簡易
- 支援絕大多數文件檔案格式。
- 經TRANSIT格式化建立的文檔，多數維持在10 KB以下，所佔空間資源極小。
- 可輕鬆管理及更新翻譯記憶資料。
- 可自訂使用者介面。
- 可將翻譯文檔合併載入，進行整體專案的瀏覽、搜尋／取代、拼字與格式檢查工作，並進行存取。
- 具備進度顯示功能。
- 執行速度完全不受專案大小影響或限制。即便在具備最少工作資源的電腦上運作，仍有令人滿意的成效。
- 可與DTP（排版）系統相互整合。
- 具備一致性之品質監控。

## TRANSIT可支援匯入（出）的檔案格式
- Windows、UNIX、及 Apple Macintosh 的 ANSI / ASCII
- Corel WordPerfect 5-8
- HTML 4.x、XML、SGML
- Windows 2000 的 MS Word、MS Excel、MS PowerPoint
- Windows 95/97 的 MS Excel 97、MS PowerPoint 97、MS Word
- Macintosh 的 MS Word
- RTF 及 Win Help 的 RTF
- Windows 資源檔（RC）
- Unicode：UTF-8、UTF-16
- WordPro、AmiPro
- QuarkXPress 3.3.x 及 4.0.x
- Adobe (FrameMaker、InDesign、Pagemaker)
- Adobe PageMaker 6.0-6.5
- QuarkXPress
- AutoCad (R13/R14)
- Interleaf / Quicksilver
- Visio
- C / C++、Java/VB 或其他來源碼

## TRANSIT的版本
- Transit Professional

含有專案管理與團隊翻譯所需之完整功能，適合專案經理人與獨立翻譯工作者使用。
- Transit Workstation

除無法進行專案匯入與匯出外，Workstation包含Professional版的所有功能，適合經常從派案人員手上承接案件之翻譯工作者。
- Transit Smart

具備自由及獨立譯者所需的所有功能。

## 試用與推廣
TRANSIT Satellite PE是一套同樣由STAR GROUP團隊所研發，完全免費的個人版翻譯記憶工具，提供翻譯工作者隨時隨地取得案件，讓翻譯管理人員可以直接將「Satellite PE 使用者」所完成的譯文匯入TRANSIT當中，大大提升翻譯流程與工作效率。TRANSIT Satellite PE的特色有：
- 專為那些平日與翻譯公司或企業機關合作的特約翻譯人士（俗稱自由譯者）所開發。
- 翻譯人員可以獨立承接專案、進行翻譯工作，並將完成之專案提交負責統籌翻譯業務的專案經理人。

目前於STAR Group官方網站上提供TRANSIT Satellite PE試用版免費下載。

## 資料參考來源
- www.star-group.net（页面存档备份，存于）
- www.star-taiwan.com（页面存档备份，存于）

## 外部連結
官方及授權網站

- STAR Group 官方首頁（页面存档备份，存于）
- STAR Group Taiwan 繁體中文網站（页面存档备份，存于）
- TRANSIT Satellite PE 免費下載區（页面存档备份，存于）